# Битва при Джарте
Битва при Джарте — сражение в ходе Адало-эфиопской войны и сопровождавшей её параллельно Португало-турецкой войны на территории Эфиопии.
Битва при Джарте происходила между 4 и 16 апреля 1542 года между мусульманскими войсками султаната Адал, возглавляемыми султаном Ахмедом ибн Ибрагимом аль-Гази и поддерживавшими его турецкими отрядами — с одной стороны, и португальским экспедиционным корпусом под предводительством Криштована да Гама, направленным на помощь боровшейся с исламской экспансией христианской Эфиопии. В этом длительном сражении победу одержали португальские войска.